# Teixeira de Melo
José Alexandre Teixeira de Melo (Campos dos Goytacazes, 28 de agosto de 1833-Río de Janeiro, 10 de abril de 1907) fue un médico, periodista y escritor brasileño.

## Biografía
Hijo homónimo de José Alexandre Teixeira de Melo y de Eugênia Maria da Conceição Torres, hizo el curso de "Humanidades" en el Seminario Son José. Ingresó en la Facultad, ocasión en que participó de grupos literarios y escribió "Sombras e Sonho" - Sombras y Sueño - (publicado en 1858). Se formó en Medicina en 1859, trasladándose a su ciudad natal, donde practicó  la medicina y comenzó a escribir para periódicos, firmando los artículos con el pseudónimo de Anôdino.
En 1875 vuelve a Río de Janeiro, entonces capital del Imperio del Brasil. Al año siguiente fue nombrado jefe de la Sección de Manuscritos de la Biblioteca Nacional; más tarde pasó a la Sección de Impresos y, en 1895, fue nombrado Director, cargo que ocupó hasta su jubilación, en 1900.
Además de los periódicos, publicó en los "Anais de la Biblioteca Nacional", en la Revista del Instituto Histórico y Geográfico Brasileño, instituto del cual era miembro, y en la Gazeta Literaria.

### Homenajes
Su nombre figura en el callejero en Río de Janeiro, en São Paulo y en Recife.

## Historiografía
Considerado un investigador meticuloso, parte de su producción literaria fue vuelta para este tema. Sus investigaciones en los documentos bajo su guardia sirvieron de apoyo y prueba para los embates territoriales enfrentados por Brasil junto a sus vecinos, en las defensas de los intereses patrios hechas por Joaquim Nabuco y el Barón de Río Branco.
De entre esta producción técnica se destacan Efemérides Nacionais y Límites do Brasil com a Confederação Argentina.

## Poesía
Pertenecía al Romanticismo. Como poeta, Teixeira de Melo perteneció a la generación romántica de Casimiro de Abreu, Luís Delfino y Luís Guimarães. En el prefácio a sus Poesías (1914), Sílvio Romero lo califica como "un lirista de primera orden en Brasil", que se distingue por "cierta singularidade, cierta elevación mona y delicada de las frases", además de la completa corrección de la lengua y de la forma métrica, características que lo hacen un precursor del Parnasianismo.

## Academia Brasileña de Letras
Fue el fundador de la silla 6 de la Academia Brasileña de Letras, que tiene por patrono a Casimiro de Abreu, a quien nombró homenajeando el poeta, de quien fuera amigo.
Su sucesor, como registra Afrânio Peixoto, no procedió al elogio del precedente: “En el discurso de posesión, Artur Jaceguai dejó de hacer el elogio del antecesor, Teixeira de Melo, alegando "no haber conocido el hombre ni su obra"”. Eso sería motivado por ciúme, según Goulart de Andrade, por el historiador no haber citado el nombre de Jaceguai al narrar el episodio de la Batalla de Humaitá, en la Guerra de Paraguay.